# Московское психологическое общество
Психологическое общество, состоящее при Императорском Московском университете (Московское психологическое общество; МПО) — первое в России профессиональное объединение философов и психологов, существовавшее в период с 1885 по 1922 год. Воссоздано в 1957 году как отделение Общества психологов СССР, а с 1994 года как отделение Российского психологического общества.

## История общества
Общество было создано 24 января (5 февраля) 1885 года (устав утверждён 15 июля 1884 года) по инициативе М. М. Троицкого и поддержано 14 профессорами всех факультетов Московского университета, которые и выступили его учредителями. Профессора-учредители представляли самые разные науки: антропологию и географию (Д. Н. Анучин); математику Н. В. Бугаев); юридические науки (декан юридического факультета В. А. Легонин); социологию и этнографию (М. М. Ковалевский); психиатрию (А. Я. Кожевников); филологические науки (В. Ф. Миллер, Н. И. Стороженко, Ф. Ф. Фортунатов); физиологию (Ф. П. Шереметевский); экономические науки (А. И. Чупров). На своём первом заседании 24 января 1885 года члены-учредители избрали на 3 года Совет Общества, состоявший из председателя, секретаря, их товарищей (заместителей). Председателем был избран основатель Общества философ и психолог М. М. Троицкий, товарищем председателя — доктор медицины В. А. Легонин, секретарем — юрист Н. А. Зверев, товарищем секретаря — Д. Н. Анучин. На этом же заседании члены-учредители предложили к избранию в действительные члены общества ещё 53 лица.
В течение первых 10 лет (1885—1895) состоялось 129 заседаний, на которых было сделано 121 сообщение; кроме того, обществом были устроены особые заседания в память выдающихся философов (Джордано Бруно, Кавелина, Шопенгауэра, Пуфендорфа, Сковороды, Декарта и др.). С 1888 года общество издавало свои «Труды» и, кроме того, им были выпущены отдельными изданиями: «Очерки философии» Гёффдинга, «Введение в философию» Паульсена, «Артур Шопенгауэр» Куно Фишера, «Размышления» и «Основания философии» Декарта, «Очерки психологии» Вундта и др.
М. М. Троицкого на посту председателя общества сменил в 1888 году Н. Я. Грот. По его инициативе оно стало с 1889 года начало издавать, на средства А. А. Абрикосова, журнал «Вопросы философии и психологии», сделавшийся самым многотиражным влиятельным философским изданием в России. В 1888 году действительный член общества Д. А. Столыпин пожертвовал 2000 рублей для учреждения премии за сочинение о философии О. Конта; в 1891 году ею был награждён Б. Н. Чичерин за сочинение «Положительная философия и единство науки».
К 15 марта 1897 года число членов общества — 234, в том числе 22 почётных, 10 членов-учредителей, 150 действительных членов, 45 соревнователей и 7 членов-корреспондентов. Членами общества были не только философы и учёные, но и писатели — Л. Н. Толстой, А. А. Фет, П. Д. Боборыкин, профессор Московской консерватории А. Н. Скрябин, деятели культуры — В. И. Немирович-Данченко, Ю. И. Айхенвальд и другие известные общественные и культурные деятели. В заседаниях общества принимали участие и студенты университета, причём не только в роли слушателей, но авторов рефератов.
Благодаря участию в работе общества писателей Л. Н. Толстого, А. А. Фета, П. Д. Боборыкина, литературного критика Ю. И. Айхенвальда, композитора А. Н. Скрябина его деятельность вышла за рамки философии и психологии.
С 1899 по 1920 годы — председателем Московского психологического общества был Л. М. Лопатин. 31 января 1909 года, когда Лопатин был переизбран председателем общества, товарищем председателя стал Г. И. Челпанов, кандидатом товарища председателя — профессор В. П. Сербский, библиотекарем — профессор В. В. Соколов, а Виндельбанд был избран почётным членом общества. Всего на тот момент общество имело 210 членов, среди которых 14 почётных, 5 членов-учредителей, 164 действительных члена, 21 член-соревнователь (среди них Н. А. Бердяев), 6 членов-корреспондентов. Почётными членами Общества также были Т. Рибо, У. Джемс, Г. Гельмгольц.
В 1914 году товарищем председателя Общества Г. И. Челпановым был открыт Психологический институт при Московском университете, деньги на создание которого выделил меценат С. И. Щукин. Одним из требований Щукина к построенному на его средства институту заключалось в том, что Московское психологическое общество и его библиотека должны были «иметь на все времена свое помещение в здании института».
На распорядительном заседании 20 марта 1921 года на очередное трёхлетие было избрано правление в составе: председатель И. А. Ильин, товарищи председателя А. И. Огнев и П. П. Соколов, секретарь — П. Н. Каптерев, казначей — М. К. Морозова, библиотекарь — А. А. Грушка. Однако в связи с обострением идеологической ситуации, в частности с высылкой философов, в числе которых был председатель Иван Александрович Ильин, Общество прекратило своё существование досрочно: последнее заседание состоялось 15 июня 1922 года. На нём прозвучал последний доклад — «Теория абстракции у Платона»; докладчик А. Ф. Лосев.
В 1957 году Московское психологическое общество было воссоздано и возобновило свою деятельность, опираясь на сложившиеся направления, формы работы и традиции, уже как отделение Общества психологов СССР при АПН РСФСР, а с 1994 года как отделение Российского психологического общества при президиуме РАН. В настоящее время Московское психологическое общество (региональное отделение РПО) располагается как и прежде в здании Психологического института.

## Председатели общества
1885—1887 — Троицкий, Матвей Михайлович
1888—1899 — Грот, Николай Яковлевич
1899—1920 — Лопатин, Лев Михайлович
1920—1922 — Ильин, Иван Александрович
Председатели МПО как структурного подразделения Общества психологов СССР (1957-1994) и Российского психологического общества (c 1994):
1957—1964 — Запорожец, Александр Владимирович
1964—1983 — Менчинская, Наталья Александровна
1983—1988 — Брушлинский, Андрей Владимирович
1988—1989 — Ильясов, Ислам Имранович
С 1989 — Богоявленская, Диана Борисовна

## Издания общества
- Вопросы философии и психологии (Вопросы философіи и психологіи) — журнал, издавался с ноября 1889 до 1918 года.
- Труды Московского психологического общества. Издавались с 1888 по 1914 годы. Вышло 8 выпусков.

## Почётные члены общества
- Бэн, Александр
- Виндельбанд, Вильгельм
- Вундт, Вильгельм
- Гартман, Эдуард фон
- Гельмгольц, Герман Людвиг Фердинанд
- Гёффдинг, Харальд
- Джемс, Уильям
- Дюбуа-Реймон, Эмиль Генрих
- Рибо, Теодюль
- Рише, Шарль
- Спенсер, Герберт
- Титченер, Эдвард Брэдфорд
- Целлер, Эдуард Готтлоб